# Walter Burkert
Walter Burkert (* 2. Februar 1931 in Neuendettelsau; † 11. März 2015 in Uster) war ein deutscher Klassischer Philologe und wurde als Kenner der griechischen Religion und Mysterienkulte bekannt.

## Leben und Wirken
Walter Burkert studierte Altphilologie, Geschichte und Philosophie an der Universität Erlangen und der Universität München und wurde 1955 an der Universität Erlangen zum Doktor der Philosophie promoviert. 1962 habilitierte er sich in Nürnberg mit Weisheit und Wissenschaft. Studien zu Pythagoras, Philolaos und Platon. 1965 hielt er sich als Fellow am Center for Hellenic Studies in Washington, D.C. auf.
Er war von 1966 bis 1969 Professor für Altphilologie an der Technischen Universität Berlin und von 1969 bis 1996 an der Universität Zürich. Er war Gastprofessor an der Harvard University, an der University of California, wo er von 1976 bis 1977 Sather Professor war, und an der University of St Andrews in Schottland, wo er von 1988 bis 1989 die Gifford Lectures hielt.
Früher als andere Altphilologen zog Burkert außerliterarische ikonografische Quellen heran und bezog über den Raum der Klassischen Antike auch die Kulturen des Vorderen Orients ein. Nach der Lehre James George Frazers und der Cambridge Ritualists hat Burkert in seinen Studien hervorgehoben, dass eine enge Verbindung zwischen religiösen Ritualen und Mythen besteht. Im Gegensatz zu diesen räumt er aber der Gewalt einen wichtigen Platz im Schöpfungsprozess der menschlichen Kultur ein: Für Burkert ist die Gewalt einer der ursprünglichsten biologischen Mechanismen, der die menschlichen Gesellschaftsformen prägt.
Burkert starb am 11. März 2015 mit 84 Jahren. Seinen Nachlass verwaltet das Deutsche Literaturarchiv Marbach.

## Ehrungen
Walter Burkert erhielt zahlreiche akademische Ehrungen, darunter 1982 die Carl-Friedrich-Gauß-Medaille der Braunschweigischen Wissenschaftlichen Gesellschaft und 1990 den Balzan-Preis für Altertumswissenschaften. Er war Ordentliches Mitglied der Berlin-Brandenburgischen Akademie der Wissenschaften und der Academia Europaea (1995), Corresponding Fellow der British Academy, Korrespondierendes Mitglied der Heidelberger Akademie der Wissenschaften, der Braunschweigischen Wissenschaftlichen Gesellschaft, der Bayerischen Akademie der Wissenschaften und der Österreichischen Akademie der Wissenschaften, Foreign Member der American Philosophical Society und der American Academy of Arts and Sciences, Honorary Member der Society for the Promotion of Hellenic Studies. Er war seit 1999 Träger des Ordens Pour le Mérite für Wissenschaften und Künste. Er erhielt Ehrendoktortitel von der University of Toronto (1988), der Universität Freiburg (Schweiz) (1989), der Augustana-Hochschule Neuendettelsau (1993), der University of Oxford (1996) und der University of Chicago (2001). 2003 erhielt er den Sigmund-Freud-Preis für wissenschaftliche Prosa und 2008 wurde er mit dem Großen Verdienstkreuz des Verdienstordens der Bundesrepublik Deutschland mit Stern geehrt.

## Schriften
Walter Burkert verfasste siebzehn Bücher und Hunderte von Artikeln, einschließlich Beiträgen für Enzyklopädien. Einige publizierte er auf Englisch oder Italienisch, andere wurden ins Französische, Spanische, Neugriechische, Türkische, Norwegische, Portugiesische, Polnische und Serbische übersetzt. Zu seinen wichtigsten Werken gehören:
- Weisheit und Wissenschaft. Studien zu Pythagoras, Philolaos und Platon (= Erlanger Beiträge zur Sprach- und Kunstwissenschaft, Band 10). Hans Carl, Nürnberg 1962, DNB 482337109 (Habilitationsschrift Friedrich-Alexander-Universität Erlangen-Nürnberg, Philosophische Fakultät, 21. April 1961, 496 Seiten).
- Iranisches bei Anaximandros. In: Rheinisches Museum für Philologie. Neue Folge 106, 1963, S. 97–134.
- Homo Necans. Interpretationen altgriechischer Opferriten und Mythen (= Religionsgeschichtliche Versuche und Vorarbeiten. Band 32). Walter de Gruyter, Berlin/New York 1972, ISBN 3-11-003875-7.
- Griechische Religion der archaischen und klassischen Epoche (= Die Religionen der Menschheit. Band 15). Kohlhammer, Stuttgart 1977, ISBN 3-17-004345-5 (2., überarbeitete und erweiterte Auflage 2011, ISBN 978-3-17-021312-8).
- Structure and History in Greek Mythology and Ritual (= Sather Classical Lectures. Band 47). University of California Press, Berkeley 1979, ISBN 0-520-04770-2.
- Die orientalisierende Epoche in der griechischen Religion und Literatur. Heidelberg 1984, ISBN 3-533-03528-X.
- Antike Mysterien. Funktionen und Gehalt. C. H. Beck, München 1987, ISBN 3-406-34259-0 (englische Ausgabe: Ancient Mystery Cults. Harvard University Press, Cambridge (Mass.)/London 1987).
- Klassisches Altertum und antikes Christentum. Berlin 1996, ISBN 3-11-015543-5.
- Kulte des Altertums. Biologische Grundlagen der Religion. C. H. Beck, München 1998, ISBN 3-406-43355-3 (englische Ausgabe: Creation of the Sacred. Tracks of Biology in Early Religions. Harvard University Press, Cambridge (Mass.) 1996).
- Die Griechen und der Orient. München 2004, ISBN 3-406-50247-4.

Seine kleineren Arbeiten wurden in 10 Bänden neu aufgelegt:
- Kleine Schriften I – Homerica. Hrsg. von Christoph Riedweg. Göttingen 2001, ISBN 978-3-525-25235-2.
- Kleine Schriften II – Orientalia. Hrsg. von Maria Laura Gemelli Marciano. Göttingen 2003, ISBN 978-3-525-25271-0.
- Kleine Schriften III – Mystica, Orphica, Pythagorica. Hrsg. von Fritz Graf. Göttingen 2006, ISBN 978-3-525-25272-7.
- Kleine Schriften IV – Mythica, Ritualia, Religiosa 1.  Hrsg. von Fritz Graf. Göttingen 2011, ISBN 978-3-525-25277-2.
- Kleine Schriften V – Mythica, Ritualia, Religiosa 2. Hrsg. von Fritz Graf. Göttingen 2011, ISBN 978-3-525-25278-9.
- Kleine Schriften VI – Mythica, Ritualia, Religiosa 3. Hrsg. von Eveline Krummen. Göttingen 2011, ISBN 978-3-525-25276-5.
- Kleine Schriften VII – Tragica et Historica. Hrsg. von Wolfgang Rösler. Göttingen 2007, ISBN 978-3-525-25274-1.
- Kleine Schriften VIII – Philosophica. Hrsg. von Thomas A. Szlezák und Karl-Heinz Stanzel. Göttingen 2008, ISBN 978-3-525-25273-4.
- Kleine Schriften IX – Addenda zu den Bänden I–VIII. Hrsg. von Christoph Riedweg. Göttingen 2024, ISBN 978-3-525-30223-1.
- Kleine Schriften X – Varia. Hrsg. von Christoph Riedweg. Göttingen 2025, ISBN 978-3-525-30224-8.